# 島津久風
島津 久風（しまづ ひさかぜ）は、江戸時代後期の薩摩藩家老。島津久尹（ひさはや）の子。子に島津久徴、赤山靭負、田尻務（田尻種賢）、桂久武らがいる。

## 生涯
島津歳久の流れを引く日置島津家12代当主で伊集院郷地頭、加世田郷地頭、出水郷地頭、島津斉興の代に国家老を務めた。
島津斉興は久風を寵愛しており、天保2年（1831年）、今和泉家の島津忠剛（斉興の実弟）を通して、既に決定していた参勤交代の際の謝恩使引率者を取消し、改めて久風に命じ謝恩使引率者としたという。天保8年（1837年）、浦賀や鳥羽来航に失敗したアメリカ船モリソン号が薩摩山川港に入港したため、久風は急遽、山川へ向かい対応に当たった。来航2日後、異国船打払令によってモリソン号に砲撃を命じ、命中はしなかったものの、マカオへ退去させた（モリソン号事件）。
『鹿児島城下絵図散歩』によると、天保13年（1842年）に現在の鹿児島県鹿児島市千日町の地に「島津和泉」の宅地、添え地、中屋敷、下屋敷があった。宅地は2918坪、添え地はあわせて990坪、中屋敷150坪、下屋敷は226坪であった。また、「鹿児島市史三」の『鹿児島市の金石文』によると、鹿児島市吉野町磯の菅原神社に天保5年8月25日（1834年9月27日）に調所広郷や市田美作、諏訪治部、猪飼央とともに奉献した献灯があるという。

## 登場作品
テレビドラマ
- 『篤姫』（2008年、NHK大河ドラマ、演：坂部文昭）